# Myliobatis freminvillii
Myliobatis freminvillii és una espècie de peix de la família dels miliobàtids i de l'ordre dels myliobatiformes.

## Morfologia
- Els mascles poden assolir 100 cm de longitud total.[6][7]

## Reproducció
És ovovivípar.

## Hàbitat
És un peix de clima subtropical i bentopelàgic que viu entre 0–100 m de fondària.

## Distribució geogràfica
Es troba a l'Argentina, Aruba, el Brasil, Colòmbia, Curaçao, la Guaiana Francesa, Guaiana, Mèxic, Surinam, Trinitat i Tobago, l'Uruguai, els Estats Units i Veneçuela.

## Observacions
És inofensiu per als humans.